# Níkos Kavvadías
Níkos Kavvadías, em grego Νίκος Καββαδίας (Nikolsk-Ussuriisk, Rússia, 11 de janeiro de 1910 — Atenas, 10 de fevereiro de 1975), foi um escritor grego.